# Locaute de Dublin de 1913
O Locaute de Dublin de 1913 foi um grande locaute que ocorreu na capital da Irlanda, Dublin, de 26 de agosto de 1913 a 18 de janeiro de 1914 e é frequentemente visto como a disputa industrial mais grave e significativa na história da Irlanda. A disputa envolveu aproximadamente 20.000 trabalhadores e 300 empregadores, onde os trabalhadores reivindicavam o direito de se sindicalizar.